# The Journal of Sex Research
The Journal of Sex Research és una revista científica interdisciplinària dedicada a l'estudi de la sexualitat, publicada des del 1965 per la Societat per a l'Estudi Científic de la Sexualitat de Nova York. Té una periodicitat bimensual. La revista promou la comprensió interdisciplinar dels diferents temes de la sexologia contemporània, per tal de millorar l'estudi de la conducta sexual humana i fomentar la salut sexual. Publica articles sobre medicina, dret, psicologia, sociologia, biologia i història. Inclou informes empírics, assaigs teòrics, revisions bibliogràfiques, articles metodològics, articles històrics, informes clínics, articles didàctics, ressenyes de llibres i cartes al director.